# Yumbo
Yumbo là một khu tự quản thuộc tỉnh Valle del Cauca, Colombia. Thủ phủ của khu tự quản Yumbo đóng tại Yumbo Khu tự quản Yumbo có diện tích 245 ki lô mét vuông. Đến thời điểm ngày 28 tháng 5 năm 2005, khu tự quản Yumbo có dân số 62305 người.